# SEAL Delivery Vehicle
El SEAL Delivery Vehicle (SDV) es un sumergible tripulado y un tipo de vehículo de reparto de nadadores utilizado para entregar los SEAL de la Marina de los Estados Unidos y su equipo para misiones de operaciones especiales. También es operado por el Special Boat Service de la Royal Navy, que opera 3 SDV. 
El SDV, que ha estado en servicio continuo desde 1983, se usa principalmente para misiones encubiertas o clandestinas a áreas de acceso denegado (ya sea por fuerzas hostiles o donde la actividad militar podría llamar la atención y la objeción). Generalmente se despliega desde el Dry Deck Shelter en un ataque especialmente modificado o submarinos de misiles balísticos, aunque también se puede lanzar desde barcos de superficie o desde tierra. Ha visto combates en la Guerra del Golfo, la Guerra de Irak y la intervención de los Estados Unidos en Somalia. 
El SDV estaba destinado a ser reemplazado con el Sistema de entrega de SEAL avanzado (ASDS), un sumergible seco más grande que a menudo se confunde con el SDV. El SDV se inunda, y los nadadores viajan expuestos al agua, respiran desde el suministro de aire comprimido del vehículo o usan su propio equipo de SCUBA, mientras que el ASDS está seco en el interior y está equipado con un sistema de aire acondicionado y soporte completo. El ASDS fue cancelado en 2009 debido a sobrecostos y la pérdida del prototipo en un incendio. La Marina actualmente planea reemplazar el SDV con el sumergible de combate en aguas someras (SWCS), que se designará como el SDV de Mark 11. Se espera que el SWCS entre en servicio en 2019. 

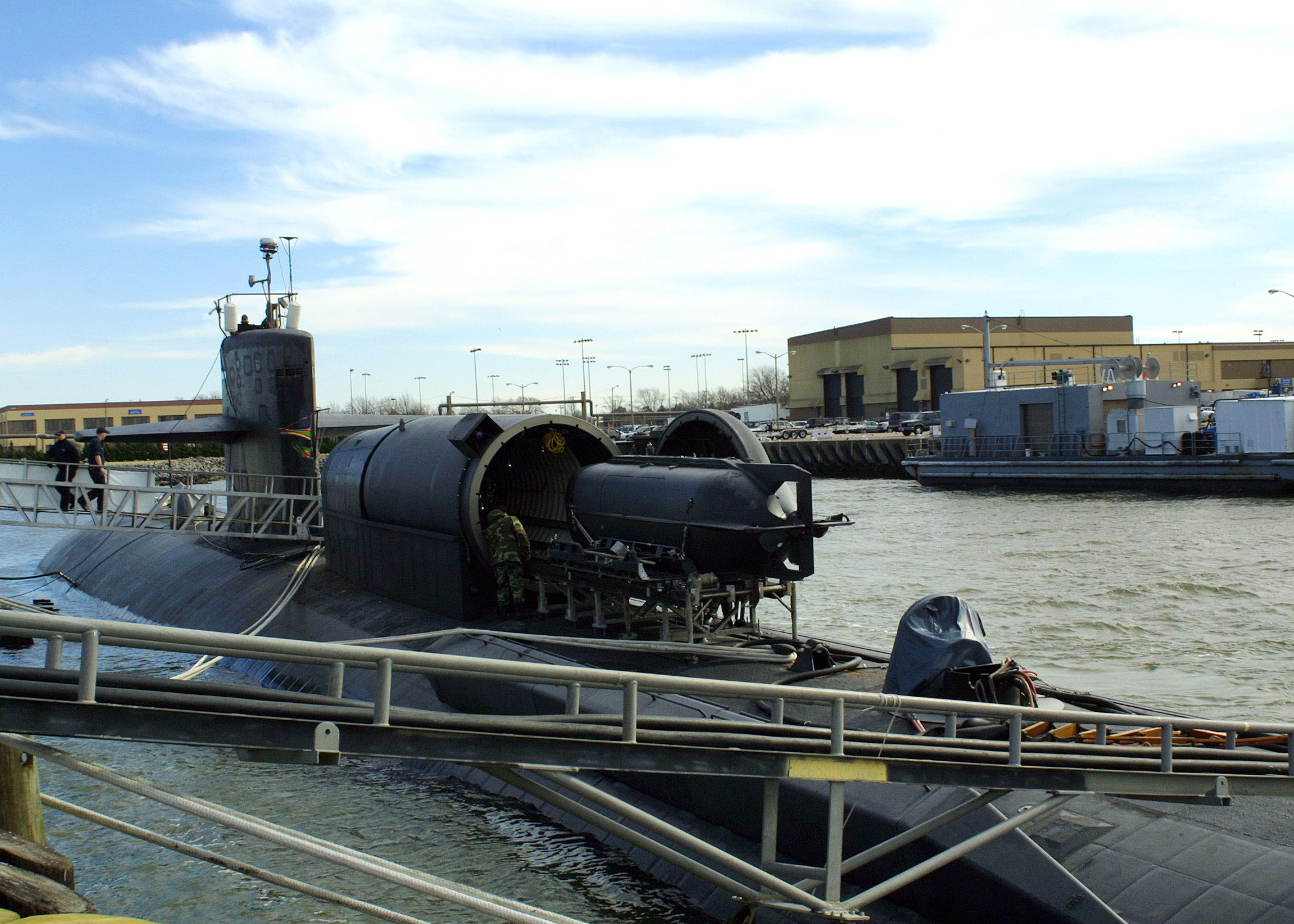
Carga de SEAL Delivery Vehicle en submarino

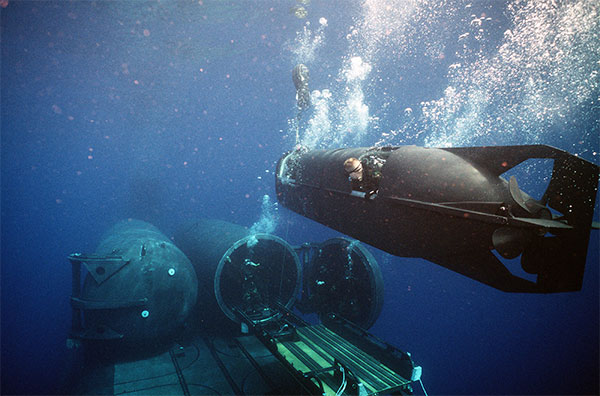
Sdv-2

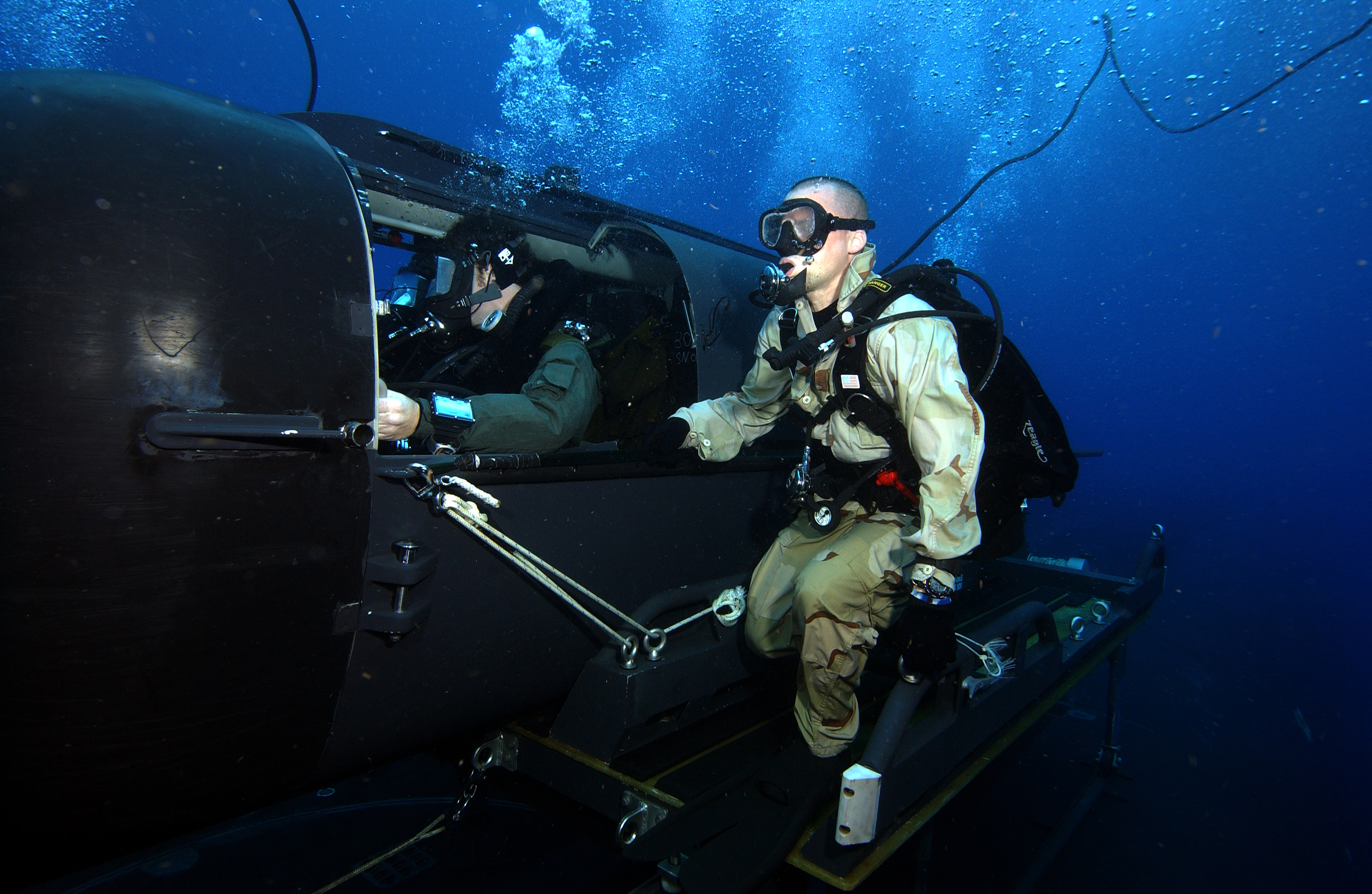
SEAL Delivery Vehicle con tropas especiales